# ماروتسیپوی
ماروتسیپوی (به لاتین: Marotsipoy) یک منطقهٔ مسکونی در ماداگاسکار است که در آمبوهیدراتریمو واقع شده‌است. ماروتسیپوی ۶٬۰۵۶ نفر جمعیت دارد و ۱٬۴۰۵ متر بالاتر از سطح دریا واقع شده‌است.